# Paul Meder
Ernst Paul Meder (* 3. September 1872 in Stargard; † 19. Mai 1949 in Friedrichswerder) war ein deutscher Schriftsteller und evangelischer Theologe.

## Leben
Der Sohn des Obersteuerinspektors und Steuerrates Theodor Meder besuchte die Schulen in Krefeld und Duisburg und legte das Abitur am Realgymnasium in Erfurt ab. Von 1892 bis 1896 studierte er Theologie an der Universität Halle mit Zwischenstudium in Berlin. 1899 wurde er zum evangelischen Pfarrer ordiniert. Nach kurzer Tätigkeit in Groß-Rottmersleben wurde er 1899 Prediger in Großursleben, 1910 wechselte er nach Rohr und 1925 nach Schartau bei Burg. 1933 ging Meder in den Ruhestand.
Neben seiner Tätigkeit als Geistlicher widmete er sich dem Schreiben von volkstümlichen Schauspielen.
Paul Meder war verheiratet mit Gertrud Schulze und hatte vier Kinder.

## Werke
- Der kurierte Geizhals. Teich, Leipzig 1924.
- Der Fremdenführer. Teich, Leipzig 1924.
- Die drei Wölfe. Teich, Leipzig 1922.
- Der Stiefsohn. Teich, Leipzig 1922.
- Des Vaters Schuld. Teich, Leipzig 1922.